# Esing
Esing est un hameau de la commune française de Rodemack, dans le département de la Moselle. De 1790 à 1811, Esing est une commune indépendante.
Ses habitants sont appelés Iesénger en francique lorrain.

## Géographie
Située dans le Nord du pays thionvillois, à 16 km au Nord-Est de Thionville et à 600 m à l'Ouest de Rodemack, la localité d'Esing est traversée par la route D62, elle est délimitée au Sud et à l'Ouest par le ruisseau de Faulbach.

## Toponymie
- Mentions anciennes : Hessingas (842)[1], Heinza villa (1067)[2], Heicingen (1191)[3], Heicinga (1225)[3], Essingen (1463)[1], Eising (XVIIIe siècle)[2], Esange (1711)[1], Eisin (1757)[2], Eysing (1793)[4], Esing (1801)[4], Eysing (XIXe siècle)[5],[2],[6],[7], Esingen (1871-1918)[1], Esing (1919)[1].
- En francique lorrain : Ieséngen[8],[1], sachant que [ie] est une diphtongue[1].

D'après Paul Auguste Piémont, la mention Hessingas prouverait la présence à cet endroit, à l'époque gallo-romaine, d'une troupe de Hessois.
Selon Théodore de la Fontaine, qui en l'occurrence se base sur les écrits de Bullet, la mention Eysing est une germanisation du nom celtique Eisen (aussi écrit Eizzen ou Eizcen) et est, comme la généralité des noms celtiques de lieux, descriptif d'une situation : ce mot désigne une déclivité de terrain en colline ou en côte.

## Histoire
Au IXe siècle, Esing n'est qu'une métairie et un bien impérial que le roi de Germanie Arnoul donne vers 890 à un des chefs militaires qui l'avaient aidé à combattre les Normands en guise de paiement.
Plus tard, ce chef donne le fief d'Esing à Gérard d'Alsace qui en fait cadeau à l'Abbaye d'Echternach en 1067, par la suite cette abbaye cède Esing à Arnold 1er en 1190.
Ce hameau fait ensuite partie de la mairie de Hagen dans la seigneurie de Rodemack, et à partir de 1463 la moitié d'Esing appartient à la seigneurie de Puttelange.
En 1757, Esing est un fief mouvant du roi de France ainsi que le siège d’une justice haute, moyenne et basse qui inclut Hagen et Évrange.
Érigé en commune en 1790, ce hameau intègre à cette date le canton de Rodemack puis est transféré dans celui de Cattenom en 1802.
La commune d'Esing est supprimée par un décret du 9 septembre 1811 et réunie à celle de Rodemack.
Esing fait partie de la paroisse de Boust à partir d'une date inconnue jusqu'en 1817, après quoi ce hameau rejoint la paroisse de Rodemack.
En juin 1987, un restaurant francique a ouvert dans cette localité, le restaurant portant le nom d'Iesénger Stuff, ce qui veut dire  « le Bistrot d'Esing ». En luxembourgeois (une langue francique), le mot stuff se traduit par  « salon » et est un synonyme de « bistrot » qui est très communément affiché au Luxembourg.

## Démographie
| 1800 | 1806 |
| ---- | ---- |
| 63   | 71   |

En 1817, la population est de 66 habitants répartis dans 10 maisons et en 1844, il y a 60 personnes réparties dans 10 maisons.
Il y a ensuite 12 maisons en 1900, puis une quinzaine en 1987.

## Économie
En 1817, le territoire productif d'Esing est de 95 hectares en terres et en prés, il y a également une huilerie ; idem en 1844.

## Culture locale et patrimoine

### Lieux et monuments
- Station de déferrisation, mise en service en 2014, c'est un équipement destiné à l'assainissement de l’eau surchargée en fer[10].
- En bordure du chemin qui va de la rue des Fleurs vers Halling, au lieu-dit an der Goas, il y a une croix qui est connue sous le nom dialectal de roud Kräiz[1].

### Linguistique
Le dialecte francique de Rodemack diffère très peu de celui parlé à Esing, Faulbach, Semming, Fixem, Évange, Boler, Basse-Parthe, Haute-Parthe et Boust. Ces 10 localités ont à peu près le même vocalisme et le même nombre de diphtongues (le dialecte de Rodemack en a 10), elles forment ainsi une petite aire linguistique et seul quelques mots sont différents à l'intérieur de cette aire. 